# 紀の川市立丸栖小学校
紀の川市立丸栖小学校（きのかわしりつ まるすしょうがっこう）は、和歌山県紀の川市貴志川町丸栖にある公立小学校。

## 沿革
- 1873年（明治6年）11月 - 丸栖松林寺に丸栖村学を開設。
- 1875年（明治30年）9月 - 丸栖小学校・丸栖北小学校を創立。
- 1887年（明治20年）4月 - 丸栖小学校を丸栖簡易小学校に改称。
- 1908年（明治24年）2月 - 丸栖北小学校を丸栖簡易小学校へ統合。
- 1892年（明治25年）12月 - 丸栖尋常小学校と改称。
- 1896年（明治29年）3月 - 高等科を併設し、丸栖尋常高等小学校と改称。
- 1941年（昭和16年）4月 - 国民学校令により、丸栖国民学校と改称。
- 1947年（昭和22年）4月 - 学制改革により、丸栖村立丸栖小学校と改称。
- 1950年（昭和25年）9月 - ジェーン台風で校舎に被害。
- 1953年（昭和28年）7月 - 貴志川大水害で周囲が浸水。
- 1955年（昭和30年）3月31日 - 丸栖村が周辺3村と合併し貴志川町が発足したのに伴い、貴志川町立丸栖小学校と改称。
- 1973年（昭和48年）4月 - 鉄筋コンクリート3階建の現校舎完成。
- 1975年（昭和50年）10月 - 創立100周年記念式典を挙行。
- 2005年（平成17年）11月7日 - 那賀郡5町合併による紀の川市発足に伴い、紀の川市立丸栖小学校と改称。

## 通学区域
- 紀の川市
  - 貴志川町丸栖、貴志川町北山

卒業生は基本的に紀の川市立貴志川中学校に進学する。

## 周辺
- 丸栖郵便局
- 和歌山県道10号岩出野上線
- 貴志川
  - 丸田川

## 交通
- JR西日本和歌山線船戸駅から南東へ2.5km
- 紀の川市地域巡回バス貴志川路線・紀の川コミュニティバス 丸栖コミュニティセンターにて下車

## 通学区域が隣接している学校
- 紀の川市立中貴志小学校
- 紀の川市立調月小学校
- 岩出市立岩出小学校
- 和歌山市立小倉小学校